# Paul Auster
Paul Benjamin Auster (Newark, Nueva Jersey; 3 de febrero de 1947-Nueva York, 30 de abril de 2024) fue un escritor, guionista y director de cine estadounidense. Sus textos han sido traducidos a más de cuarenta lenguas. Fue nombrado Caballero de la Orden de las Artes y las Letras de Francia en 1992 y recibió el Premio Príncipe de Asturias de las Letras en 2006.
Su obra se destaca por contener absurdismo, existencialismo, literatura policíaca y la búsqueda de un significado y de una identidad personal.

## Biografía

### Infancia
Paul Benjamin Auster nació en Newark, estado de Nueva Jersey, Estados Unidos, en una familia judía de clase media de ascendencia polaca. Sus padres fueron Queenie y Samuel Auster. Se inició en la literatura a temprana edad gracias a la biblioteca de un tío suyo, quien era traductor. Empezó a escribir a los 12 años.

### Formación
Entre 1965 y 1967 estudió literatura francesa, italiana e inglesa en la Universidad de Columbia de Nueva York. Comenzó a traducir a autores franceses tales como Jacques Dupin y André du Bouchet. Como parte de su trabajo viajó a París, adonde regresó en 1967 para evitar ir a la guerra de Vietnam. En la capital francesa intentó trabajar en el cine, aunque suspendió el examen de ingreso al Instituto de Altos Estudios de Cinematografía (IDHEC). Escribió guiones para películas mudas que nunca se rodaron, pero que fueron plasmadas posteriormente en El libro de las ilusiones. En su juventud tradujo poesía francesa y escribió poemas propios.
Durante los diez años siguientes escribió artículos para revistas y empezó las primeras versiones de El país de las últimas cosas y de El palacio de la luna, novela semibiográfica. Trabajó en un petrolero y volvió a Francia donde permaneció durante tres años (1971-1974) gracias a sus traducciones de Stéphane Mallarmé, Jean-Paul Sartre y Georges Simenon. Durante aquella época le realizó una importante entrevista a Edmond Jabès (recopilada en Pista de despegue). También allí escribió poesías y obras de teatro de un solo acto.

### Carrera literaria
En 1976 Auster escribió su primera novela: Jugada de presión, una suerte de novela negra al estilo clásico de Raymond Chandler y Dashiell Hammet bajo el seudónimo de «Paul Benjamin», con la que obtuvo escaso éxito editorial. Poco tiempo después de divorciarse de la también escritora Lydia Davis —con quien tuvo un hijo llamado Daniel Auster—, la muerte de su padre le proporcionó una pequeña herencia que lo sacó de apuros económicos y lo inspiró para escribir La invención de la soledad.
En los años siguientes conoció a la novelista Siri Hustvedt, con quien contrajo matrimonio en 1981 y con quien tuvo a su primera hija: Sophie Auster. Entre 1986 (año en que se publicó Ciudad de cristal) y 1994 (año en que se publicó Mr. Vértigo) Auster publicó las novelas El palacio de la luna y Leviatán; obteniendo el Premio Médicis en 1993 por esta última novela. En 1995 escribió y codirigió con el director Wayne Wang las películas independientes Cigarros y Humos del vecino, a partir de su relato «El cuento de Auggie Wren». Posteriormente, escribió y dirigió en solitario Heridas de amor (1998).
Regresó a la novela con Tombuctú (1999), El libro de las ilusiones (2002), La noche del oráculo (2004) y con Brooklyn Follies (2005). En 2006 recibió el Premio Príncipe de Asturias de las Letras y ese mismo año publicó Viajes por el Scriptorium y comenzó la que sería su segunda película como director: La vida interior de Martin Frost. En 2008 publicó Un hombre en la oscuridad.

### Ideología

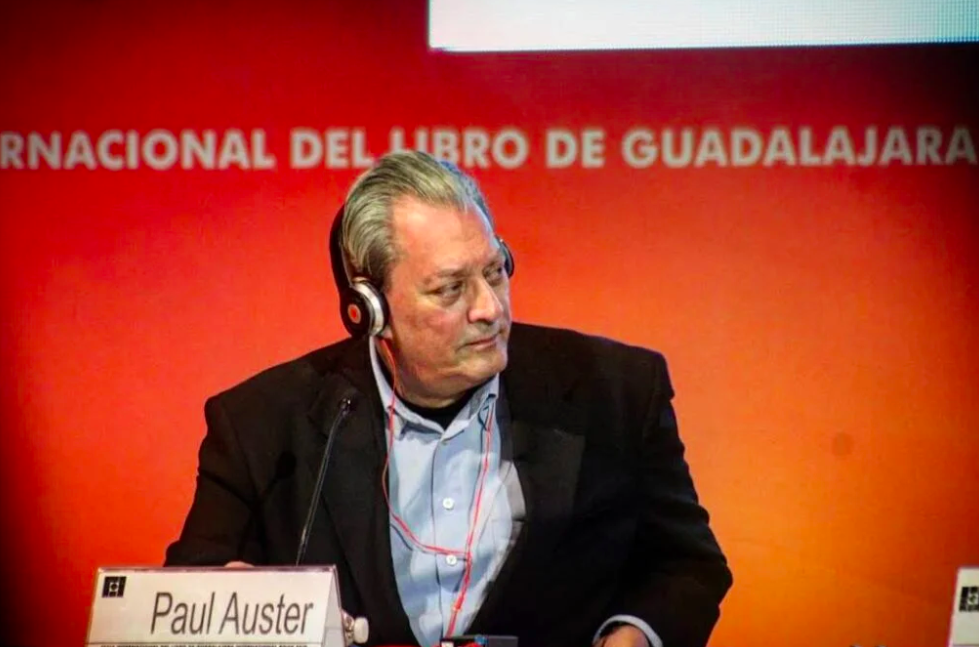
Paul Auster en la Feria del Libro de Guadalajara en 2017, fotografiado por Miguel Ángel Avilés

Auster fue un defensor de las libertades y se negó a visitar países «que no tienen leyes democráticas». Rehusó visitar China y rechazó —en protesta por el más de centenar de periodistas y escritores que habían sido encarcelados— la invitación que le hicieron en Turquía con motivo de la publicación allí de su libro Diario de invierno. Encabezó en los Estados Unidos el grupo de escritores opositores al gobierno de Donald Trump.

### Fallecimiento
El 11 de marzo de 2023, su esposa, la escritora Siri Hustvedt, anunció que Paul tenía cáncer. Los médicos se lo diagnosticaron en septiembre de 2022.
Falleció el 30 de abril de 2024 a la edad de 77 años, como consecuencia de un cáncer de pulmón.
Fue enterrado en el Cementerio de Green-Wood el 3 de mayo de 2024.

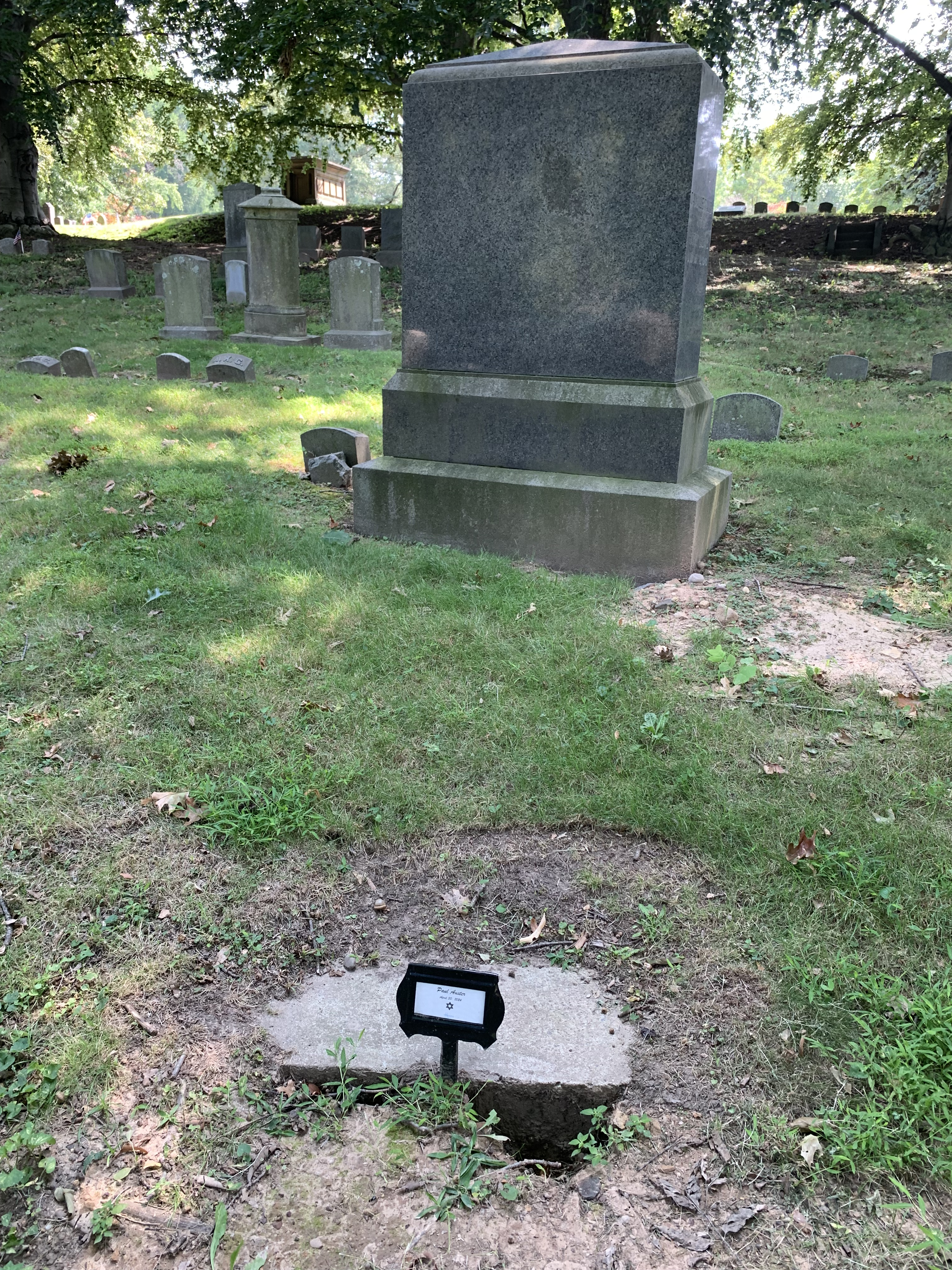
Tumba de Paul Auster sin lápida el 26 de agosto de 2024.

## Análisis de la obra de Auster

### Temas
Auster es, por excelencia, el escritor del azar y de la contingencia. Debido a que no cree en la causalidad, Auster persigue en lo cotidiano las bifurcaciones surgidas por errores o acontecimientos aparentemente anodinos. Esto último sucede en La trilogía de Nueva York, en La música del azar y, sobre todo, en Leviatán, en especial en su escena central. La enfermedad, el mimo en la descripción de los objetos de papelería y la metaliteratura son señas de identidad recurrentes que se dan en su obra. 

### Estilo
El estilo de Auster es aparentemente sencillo, gracias a su trabajo y conocimiento de la poesía, pero aun así esconde una compleja arquitectura narrativa compuesta de digresiones, de metaficción, de historias dentro de la historia y de espejismos (como en su cuento El cuento de Auggie Wren). Describe existencialmente la pérdida, la desposesión, el apego al dinero, el vagabundeo y también se cuestiona la identidad, en especial en La trilogía de Nueva York, en la que uno de sus personajes (que no es el narrador) se llama como él; en Leviatán, en la que el narrador tiene sus iniciales (Peter Aaron) y conoce a una mujer llamada Iris (anagrama de su esposa Siri); o en La noche del oráculo, donde un personaje se llama Trause (anagrama de Auster).

### Críticas
Auster ha sido criticado en diversas ocasiones por su abuso del azar en su obra, algo de lo que se defendió en las entrevistas contenidas en el libro Dossier Paul Auster.

## Influencias
En sus inicios, Auster fue influido por varios autores, algo de lo que él mismo ha hablado al respecto:

«Kafka y Beckett. Ambos tuvieron un gran impacto sobre mí. La influencia de Beckett fue tan fuerte que casi no pude salir de ella. Entre los poetas me sentía muy atraído por la poesía contemporánea francesa y por los objetivistas estadounidenses, particularmente George Oppen, que se convirtió en mi amigo; también el poeta alemán Paul Celan, que en mi opinión es el mejor poeta de la postguerra en cualquier idioma. De los poetas clásicos, estaban Hölderlin y Leopardi, los ensayos de Montaigne y Don Quijote, de Cervantes, que sigue siendo una gran fuente de inspiración para mí».

## Obra

### Novelas
- Jugada de presión (Squeeze Play, 1982), trad. de Benito Gómez Ibáñez, publicada por Anagrama en 2006. Firmada bajo el pseudónimo de Paul Benjamin.
- La trilogía de Nueva York (The New York Trilogy, 1985-1986).
  - Ciudad de cristal (City of Glass, 1985), trad. de Maribel de Juan, publicada por Anagrama en 1997.
  - Fantasmas (Ghosts, 1986), trad. de Maribel de Juan, publicada por Anagrama en 1997.
  - La habitación cerrada (The Locked Room, 1986), trad. de Maribel de Juan, publicada por Anagrama en 1997.

- El país de las últimas cosas (In The Country of Last Things, 1987), trad. de M.ª Eugenia Ciocchini, publicada por Edhasa en 1989 y por Anagrama en 2006.
- El palacio de la luna (Moon Palace, 1989), trad. de Maribel de Juan, publicada por Anagrama en 1990.
- La música del azar (The Music of Chance, 1990), trad. de Maribel de Juan, publicada por Anagrama en 1991.
- Leviatán (Leviathan, 1992), trad. de Maribel de Juan, publicada por Anagrama en 1993.
- Mr. Vértigo (Mr. Vertigo, 1994), trad. de Maribel de Juan, publicada por Anagrama en 1995.
- Tombuctú (Timbuktu, 1999), trad. de Benito Gómez Ibáñez, publicada por Anagrama en 1999.
- El libro de las ilusiones (The Book of Illusions, 2002), trad. de Benito Gómez Ibáñez, publicada por Anagrama en 2003.
- La noche del oráculo (Oracle Night, 2003), trad. de Benito Gómez Ibáñez, publicada por Anagrama en 2004.
- Brooklyn Follies (The Brooklyn Follies, 2005), trad. de Benito Gómez Ibáñez, publicada por Anagrama en 2006.
- Viajes por el Scriptorium (Travels in the Scriptorium, 2006), trad. de Benito Gómez Ibáñez, publicada por Anagrama en 2007.
- Un hombre en la oscuridad (Man in the Dark, 2008), trad. de Benito Gómez Ibáñez, publicada por Anagrama en 2008.
- Invisible (Invisible, 2009), trad. de Benito Gómez Ibáñez, publicada por Anagrama en 2009.
- Sunset Park (Sunset Park, 2010), trad. de Benito Gómez Ibáñez, publicada por Anagrama en 2010.
- 4 3 2 1 (4 3 2 1, 2017), trad. de Benito Gómez Ibáñez, publicada por Seix Barral en 2017.
- Baumgartner (Baumgartner, 2023).

### Relatos
- El cuento de Navidad de Auggie Wren (Auggie Wren's Christmas Story, 1990), trad. de Ana Nuño López, publicada por Lumen en 2003.

### Poesía
- Desapariciones: poemas, 1970-1979 (Disappearances: Selected Poems, 1988), trad. de Jordi Doce, publicada por Editorial Pre-Textos en 1996.
- Pista de despegue. Poemas y ensayos 1970-1979 (Groundwork: Autobiographical Writings, 1979-2012, 1991), trad. de Jordi Doce, publicada por Anagrama en 1998.
- Poesía completa (Collected Poems, 2007), trad. de Jordi Doce, publicada por Seix Barral en 2012.

### Obras teatrales
- Escondite (Hide and Seek, 2000).
- Laurel y Hardy van al cielo (Laurel and Hardy Go To Heaven, 2000).

### Ensayos
- Why Write? (1996). No traducida al español.
- Experimentos con la verdad (2001), trad. de M.ª Eugenia Ciocchini, Justo Navarro & Damián Alou, publicada por Anagrama en 2001.
- La llama inmortal de Stephen Crane (Burning Boy: The Life and Work of Stephen Crane, 2021), trad. de Benito Gómez Ibáñez, publicada por Seix Barral en 2021.
- Un país bañado en sangre (2023), publicada por Seix Barral.

### No ficción (memorias, autobiografías)
- La invención de la soledad (The Invention of Solitude, 1982), trad. de M.ª Eugenia Ciocchini, publicada por Edhasa en 1990 y por Anagrama en 2006.
- El arte del hambre (The Art of Hunger, 1992), trad. de Mª Eugenia Ciocchini, publicada por Edhasa en 1992.
- El cuaderno rojo (The Red Notebook, 1993), trad. de Justo Navarro, publicada por Anagrama en 1994.

- A salto de mata: crónica de un fracaso precoz (Hand to Mouth, 1997), trad. de Benito Gómez Ibáñez, publicada por Anagrama en 1998.
- Creía que mi padre era Dios: Relatos verídicos de la vida americana (I Thought My Father Was God and Other True Tales from NPR's National Story Project, 2001), trad. de Cecilia Ceriani, publicada por Anagrama en 2002.
- La historia de mi máquina de escribir (The Story of My Typewriter, 2002), trad. de Benito Gómez Ibáñez, publicada por Anagrama en 2002.
- Diario de invierno (Winter Journal, 2012), trad. de Benito Gómez Ibáñez, publicada por Anagrama en 2012.
- Informe del interior (Report from the Interior, 2013), trad. de Benito Gómez Ibáñez, publicada por Anagrama en 2013.
- Aquí y ahora. Cartas 2008-2011 (Here and Now: Letters, 2008-2011, 2013), trad. de Benito Gómez Ibáñez & Javier Calvo, publicada por Anagrama & Mondadori en 2013.

## Filmografía
- Cigarrillos (Smoke, 1995)
- Humos del vecino (Blue In The Face, 1995)
- Heridas de amor (Lulu on the Bridge 1998)
- La vida interior de Martin Frost (The Inner Life of Martin Frost, 2007)
- El país de las últimas cosas (2020)